# 379 v.Chr.
Het jaar 379 v.Chr. is een jaartal volgens de christelijke jaartelling.

## Gebeurtenissen

### Griekenland
- Koning Agesilaüs II van Sparta neemt in Chalcidice na een langdurig beleg de stad Olynthus in.
- Thebaanse ballingen onder Epaminondas plegen een staatsgreep in Thebe, het Spartaanse garnizoen wordt verdreven en de democratie hersteld.

### Egypte
- Nectanebo I verdringt Nepherites II van de troon en sticht als farao de laatste inheemse 30e dynastie van Egypte.